# Rodrigo Cervetti
Rodrigo Daniel Cervetti (Córdoba Capital, Provincia de Córdoba, Argentina, 22 de abril de 1985) es un exfutbolista argentino. Jugaba como arquero y su último equipo fue Racing de Córdoba. Actualmente es el entrenador de arqueros de Instituto de Córdoba.

## Clubes
| Club                          | País      | Año       |
| ----------------------------- | --------- | --------- |
| Instituto de Córdoba          | Argentina | 2005-2010 |
| General Paz Juniors           | Argentina | 2010-2011 |
| Instituto de Córdoba          | Argentina | 2011-2013 |
| Sarmiento de La Banda         | Argentina | 2013-2014 |
| Comunicaciones                | Argentina | 2014-2015 |
| Unión Santiago                | Argentina | 2016      |
| Güemes de Santiago del Estero | Argentina | 2016      |
| Central Argentino de La Banda | Argentina | 2017      |
| Racing de Córdoba             | Argentina | 2017-2019 |